# سیارک ۷۳۸

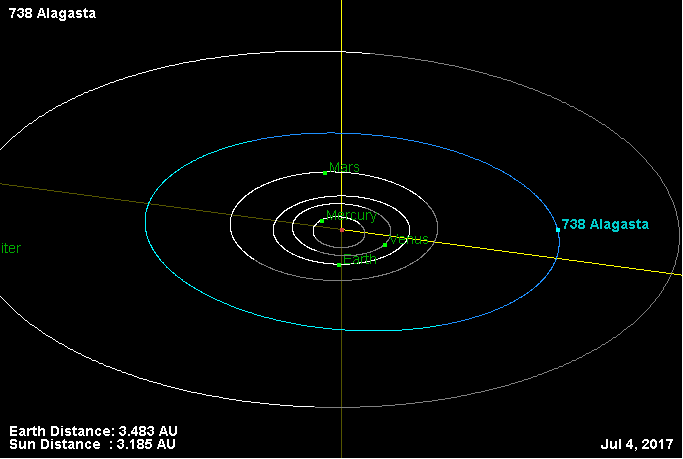
نمایی از محل قرارگیری سیارک ۷۳۸ در مدار - ۲۰۱۷

سیارک ۷۳۸ (به انگلیسی: 738 Alagasta، نامگذاری:1913QO) هفتصد و سی و هشتمین سیارک کشف شده‌است که در ۷ ژانویه ۱۹۱۳ و در هایدلبرگ کشف شد.
قدر مطلق سیارک برابر ۱۰٫۱۳ است.